# 林小文
林小文（？—1787年）北臺灣人，原籍漳州。本務農，1786年11月，林爽文民變，林小文召集數萬人響應。12月，林爽文麾下王作佔領竹塹（今新竹），林小文則帶旗下兵勇進軍臺北新莊，滬尾（淡水），八里，並打算攻擊泉州最大城鎮艋舺。因艋舺官民有所防範，他轉佔三重，再從板橋繞至內湖。後被捕殺。